# Heteromysis agelas
Heteromysis agelas är en kräftdjursart som beskrevs av Modlin 1987. Heteromysis agelas ingår i släktet Heteromysis och familjen Mysidae. Inga underarter finns listade i Catalogue of Life.